# Idée suisse

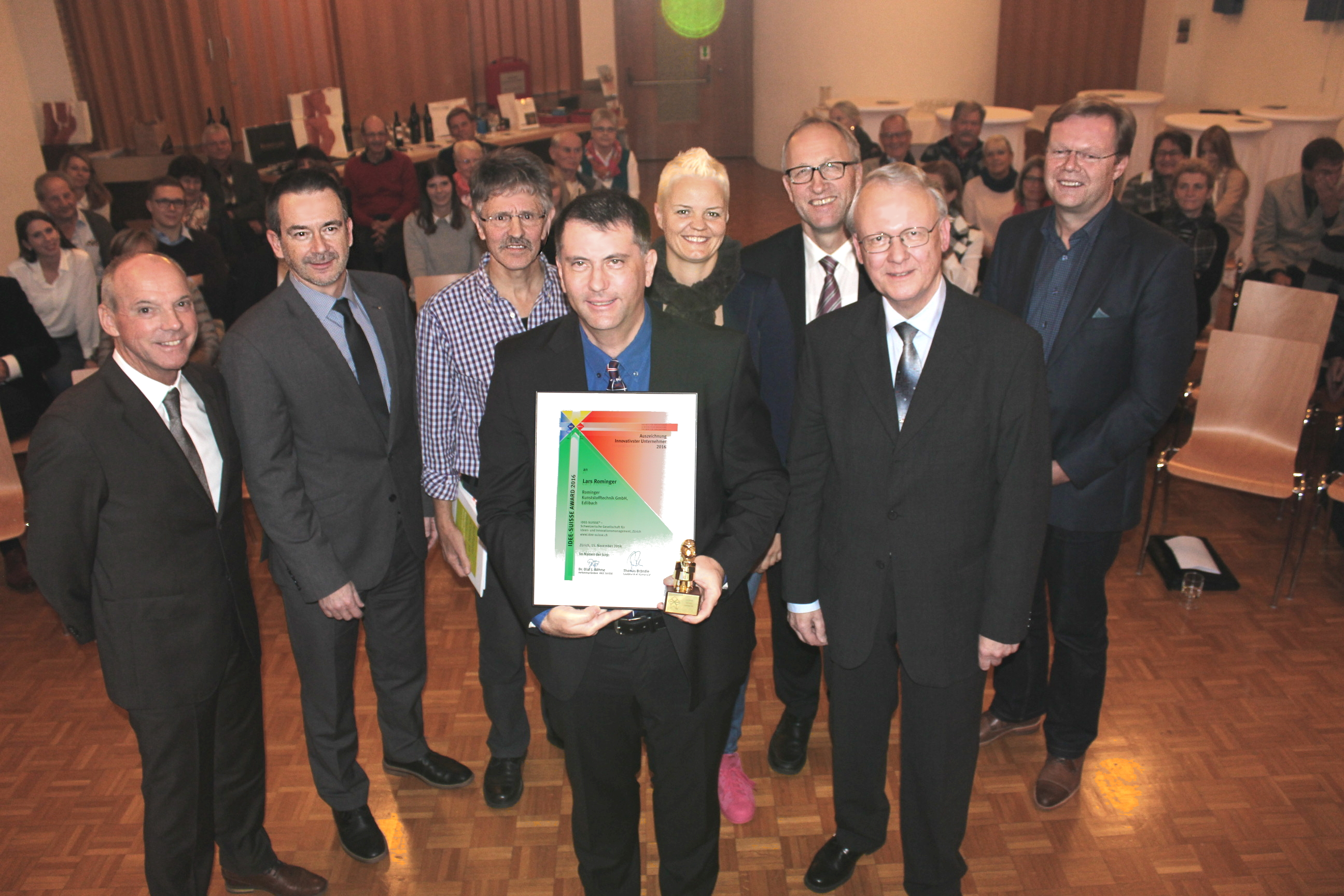
Gruppenfoto anlässlich der Verleihung der Auszeichnung «Innovativster Unternehmer 2016» an Lars Rominger (vorn, mit Urkunde). Rechts neben ihm Olaf J. Böhme

Die Schweizerische Gesellschaft für Ideen- und Innovationsmanagement (Idée Suisse) ist eine Non-Profit- und Miliz-Organisation mit dem Ziel, «in Wirtschaft, Dienstleistung, Verwaltung und Politik den Nährboden für eine aktive Innovationstätigkeit aufzubereiten».

## Geschichte
Bereits im Jahr seiner Gründung wurde Idée Suisse Mitglied der in Frankfurt am Main ansässigen «European Suggestion Schemes Association (ESSA)». 1982 fand das erste Idée-Suisse-Forum unter dem Titel «Idee & Innovation» statt. 1983 übernahm Idée Suisse das Patronat der EDUCATA in Zürich. 1985 wurde erstmals der Award Schweizer Innovationspreis zur Förderung der wirtschaftlichen Zukunftschancen an Cuno Pümpin von der Hochschule St. Gallen verliehen.
1989 beteiligte sich Idée Suisse beim Aufbau des Ideenmanagements in den neuen deutschen Bundesländern mittels Vorträgen in Berlin, Jena, Dresden und Leipzig. 1995 wurde Idée Suisse Mitglied der Schweizerischen Akademie der Technischen Wissenschaften.

## Ehrenmitgliedschaften (Auswahl)
- 1990: Siegfried Spahl, Begründer des Wortes «Ideenmanagement»
- 2011: Georg Malin anlässlich seines 85. Geburtstages

## Golden Idea Award
Seit 1988 wird fast in jedem Jahr der Innovationspreis «Goldener Ideen-Oskar» (ab 2005 in «Golden Idea Award» umbenannt) verliehen. Damit werden Einzelpersonen, Unternehmen oder Gruppen sowie Institutionen ausgezeichnet, «die einen innovativen Beitrag zur nachhaltigen Stärkung der schweizerischen Wirtschaft leisten. Dabei kann es sich um eine Produkt-, Verfahrens- und/oder Sozial- bzw. Organisations-Innovation mit Hebelwirkung für die Wettbewerbsförderung und die Schaffung von Arbeitsplätzen handeln». Der Preis wird ausdrücklich nicht als Medienpreis bezeichnet. Als erster Preisträger wurde die Maschinenfabrik Rieter AG ausgezeichnet für die Realisierung eines erfolgreichen Ideenmanagements in Betrieb und Verwaltung.
Weitere Preisträger (Auswahl)
- 1993: Norbert Thom für Leistungen auf dem Gebiet des Innovationsmanagements[7]
- 2003: Erich von Däniken für die Gründung des Mystery-Parks[8]
- 2012: Dirk Helbing für das Projekt «Self-Controlling Traffic Lights»[9]
- 2018: Die Churer Firma «Droptec» für die Entwicklung eines Drohnen-Abwehrsystems für den Nahbereich[10] und der Uttwiler Architekt und Unternehmer Fredy Iseli für die Entwicklung der «Ecocell-Betonwabe»[11]

## Publikationen
- Idée Suisse (Hrsg.): Kreatives Management: Beiträge zum Ideen- und Innovationsmanagement. Bern, 1985, ISSN 0176-1838, DNB 016370562.
- Idée Suisse (Hrsg.): Miteinander Ideen realisieren: MIR-Leitfaden. Idee-Suisse, Zürich 1984, DNB 880754710.